# Verrijzeniskerk (Oosterhout)
De Verrijzeniskerk was een kerkgebouw in de tot de Noord-Brabantse gemeente Oosterhout behorende plaats Oosterhout. De kerk was gelegen aan de Vondellaan 43.

## Geschiedenis
De betreffende parochie werd opgericht in 1965 voor de zuidelijke uitbreidingswijken van Oosterhout. In 1967 werd de kerk in gebruik genomen. Het was een vrij grote zaalkerk in de stijl van het naoorlogs modernisme. 
In 2003 werd de kerk onttrokken aan de eredienst en gesloopt. Op de plaats van de kerk werden appartementen gebouwd waarin ook een – kleinere – kapel was voorzien. Deze werd in 2005 ingewijd. Voor de kapel bevindt zich een open klokkentorentje in metaalprofiel.